# Бирюков, Анатолий Ефимович
Анатолий Ефимович Бирюков (20 июня (3 июля) 1917, Москва, Российская империя — 23 сентября 2013) — советский хозяйственный, государственный и политический деятель.

## Биография
Родился в 1917 году. Член ВКП(б) с 1939 года.
С 1937 года — на хозяйственной, общественной и политической работе. В 1937—2006 годах — прораб, мастер, начальник строительного участка, инженер, начальник планово-производственного бюро, помощник начальника Отделения железной дороги, на партийной работе, в Киевском районном комитете ВКП(б) Москвы, секретарь Московского областного комитета КПСС, секретарь Московского городского комитета КПСС, заведующий Отделом строительства ЦК КПСС, заместитель председателя СМ РСФСР, начальник Главмосинжстроя, заместитель председателя Исполнительного комитета Московского городского Совета, член Совета Старейшин при мэре Москвы, заместитель начальника Отдела 1-го заместителя Премьера Правительства Москвы.
Избирался депутатом Верховного Совета РСФСР 6-го и 7-го созывов.
Похоронен на Кунцевском кладбище.

## Отзывы о деятельности
Тогда основные московские строительные главки – «Главмосстрой», «Главмосинжстрой» и появившийся позднее «Главмоспромстрой» – были на правах союзных министерств. Начальником «Главмосинжстроя» был бывший заведующий строительным отделом ЦК КПСС, бывший секретарь МГК КПСС Бирюков Анатолий Ефимович.Владимир Иосифович Ресин, «Легче сказать, чем мы не занимались»